# Curva spaziotemporale chiusa di tipo tempo
In fisica teorica, una curva di tipo tempo chiusa (CTC; in inglese closed timelike curve) è una linea di universo chiusa la quale implica, quindi, che l'oggetto da essa rappresentato, continuando a viaggiare nel futuro, torni, sia nello spazio sia nel tempo, al punto da cui è cominciata la linea di universo stessa (viaggiando, quindi, a ritroso nel tempo).
Esistono metriche, soluzioni delle equazioni di campo nella relatività generale di Albert Einstein, che permettono la presenza di tali linee. La scoperta di queste soluzioni è dovuta al matematico e logico Kurt Gödel nel 1949. Dopo aver letto i risultati ottenuti dall'amico matematico, Einstein confessò che il problema di uno spazio-tempo che permettesse curve temporali chiuse lo aveva preoccupato fin dall'epoca in cui stava elaborando la teoria della relatività generale, senza, peraltro, essere riuscito a chiarirlo.
In seguito furono proposte altre soluzioni (come cilindri rotanti, buchi neri rotanti o wormhole), ma non è ancora chiaro se le condizioni imposte siano "fisicamente accettabili". L'esistenza di curve chiuse di tipo tempo implicherebbe la possibilità di violazioni del principio di causalità.

## Nella cultura di massa
Un esempio di curva spaziotemporale chiusa la si ha nel videogioco di ruolo Final Fantasy di SquareSoft (oggi Square Enix). In esso l'antagonista Garland, dopo essere stato sconfitto dai Guerrieri della luce, viene riportato 2000 anni nel passato da quattro demoni: qui fonde la propria anima con Chaos, signore di quei demoni, ed invia i quattro demoni 2000 anni nel futuro, in modo che possano riportarlo ancora nel passato quando vivrà fino a quel momento e sarà sconfitto ancora dai Guerrieri della luce, in un ciclo infinito. Tali guerrieri riescono infine ad interromperlo viaggiando loro stessi nel passato, sconfiggendo Garland/Chaos prima che invii i demoni nel futuro e cancellando dalla storia ogni traccia dell'esistenza di tale ciclo. Questo ciclo, approfondito in Dissidia Final Fantasy, può essere visto come una rottura della quarta parete, in quanto schematizza in realtà l'operato del giocatore che, ricominciando il gioco da capo, dà il via a un altro ciclo temporale.